# Luanzinho
Luan Martins Pereira, meglio noto come Luanzinho (Ariquemes, 21 aprile 2000), è un calciatore brasiliano naturalizzato emiratino, centrocampista dello Sharjah.

## Biografia
Suo padre, Edson Pereira, è stato anche lui un calciatore, giocando per la squadra del Vilhena Esporte Clube; anche suo fratello, Renanzinho, era un calciatore e centrocampista cresciuto anche lui all'Avaí, ma è morto per un tumore al cervello nel 2017.

## Caratteristiche tecniche
È un trequartista, che gioca principalmente dietro gli attaccanti, ma può giocare anche largo sulle fasce.

## Carriera
Cresciuto nel settore giovanile dell'Avaí, ha esordito il 4 agosto 2017 in occasione del match di Série A perso 5-0 contro l'Athl. Paranaense. 
Nel febbraio del 2020 si trasferisce negli Emirati Arabi Uniti firmando un contratto biennale con la squadra dello Sharjah. Fa il suo esordio con la nuova maglia il 7 febbraio 2020 subentrando nel secondo tempo della partita giocata contro l'Al-Ain valida per la UAE Arabian Gulf League 2019-2020, terminata con il risultato di 1-1. Un mese dopo il suo trasferimento realizza il suo primo goal con lo Sharjah realizzando, nei minuti finali della partita, il goal che ha portato al definitivo 1-1  contro l'Hatta Club.
Nel 2023 ha ottenuto la cittadinanza degli Emirati Arabi Uniti, dichiarando di essere aperto ad una possibile convocazione da parte della Nazionale di calcio emiratina.

## Statistiche

### Presenze e reti nei club
Statistiche aggiornate al 21 luglio 2024.
| Stagione          | Squadra         | Campionato      | Campionato | Campionato | Coppe nazionali | Coppe nazionali | Coppe nazionali | Coppe continentali | Coppe continentali | Coppe continentali | Altre coppe | Altre coppe | Altre coppe | Totale | Totale | Totale |
| Stagione          | Squadra         | Comp            | Pres       | Reti       | Comp            | Pres            | Reti            | Comp               | Pres               | Reti               | Comp        | Pres        | Reti        | Pres   | Reti   |        |
| ----------------- | --------------- | --------------- | ---------- | ---------- | --------------- | --------------- | --------------- | ------------------ | ------------------ | ------------------ | ----------- | ----------- | ----------- | ------ | ------ | ------ |
| 2017              | Avaí            | PD/SC+A         | 0+19       | 0          | CB              | 0               | 0               |                    | -                  | -                  |             | -           | -           | 19     | 0      |        |
| 2018              | Avaí            | PD/SC+B         | 13+17      | 0+1        | CB              | 5               | 2               |                    | -                  | -                  |             | -           | -           | 34     | 3      |        |
| 2019              | Avaí            | PD/SC+A         | 10+17      | 1+0        | CB              | 4               | 0               |                    | -                  | -                  |             | -           | -           | 34     | 3      |        |
| 2020              | Avaí            | PD/SC+B         | 1+0        | 0+0        | CB              | 0               | 0               |                    | -                  | -                  |             | -           | -           | 1      | 0      |        |
| Totale Avaí       | Totale Avaí     | Totale Avaí     | 77         | 2          |                 | 9               | 2               |                    | -                  | -                  |             | -           | -           | 86     | 4      |        |
| feb.2020-giu.2020 | Sharjah         | PL              | 4          | 1          | CEAU+CdL        | 2+0             | 0+0             | -                  | -                  | -                  | -           | -           | -           | 6      | 1      |        |
| 2020-2021         | Sharjah         | PL              | 20         | 1          | CEAU+CdL        | 3+1             | 1+0             | ACL                | 6                  | 1                  | SCE         | 0           | 0           | 30     | 3      |        |
| 2021-2022         | Sharjah         | PL              | 22         | 3          | CEAU+CdL        | 5+3             | 0+1             | ACL                | 2                  | 0                  | -           | -           | -           | 32     | 4      |        |
| 2022-2023         | Sharjah         | PL              | 25         | 6          | CEAU+CdL        | 5+7             | 1+3             | -                  | -                  | -                  | SCE         | 1           | 0           | 38     | 10     |        |
| 2023-2024         | Sharjah         | PL              | 19         | 7          | CEAU+CdL        | 1+1             | 2+0             | ACL                | 4                  | 2                  | SCE +QESC   | 1+1         | 0+0         | 27     | 11     |        |
| 2024-2025         | Sharjah         | PL              | 23         | 7          | CEAU+CdL        | 4+4             | 0+1             | ACL2               | 13                 | 5                  | -           | -           | -           | 34     | 13     |        |
| Totale Sharjah    | Totale Sharjah  | Totale Sharjah  | 113        | 25         |                 | 36              | 9               |                    | 25                 | 8                  |             | 3           | 0           | 177    | 42     |        |
| Totale carriera   | Totale carriera | Totale carriera | 190        | 27         |                 | 45              | 11              |                    | 25                 | 8                  |             | 3           | 0           | 268    | 46     |        |

## Palmarès

### Club

#### Competizioni statali
- Campionato Catarinense: 1

Avaí: 2019

#### Competizioni nazionali
- Coppa del Presidente degli Emirati Arabi Uniti: 2

Sharjah: 2021-2022, 2022-2023
- UAE Arabian Gulf Cup: 1

Sharjah: 2022-2023
- Supercoppa degli Emirati Arabi Uniti: 1

Sharjah: 2022

#### Competizioni internazionali
- AFC Champions League Two: 1

Sharjah: 2024-2025